# 圣方济各女修院 (萨尔塔)
圣方济各女修院（Basílica Menor y Convento de San Francisco）是一座罗马天主教宗座圣殿、方济各会女修院，供奉圣方济各，位于阿根廷萨尔塔，卡萨街和科尔多瓦街的交叉口，距离主广场（7月9日广场）100米。由于其建筑美和历史意义，成为该市的主要旅游景点之一，被认为是西班牙殖民地风格在阿根廷保存最完好的地点之一。
旧堂建于1625-1870年，目前的教堂立面建于1870-1872年。钟楼建于1877年，是南美洲最高的，有54米高。1941年7月14日，该建筑公布为国家历史纪念碑。1992年8月4日升格为次级宗座圣殿。

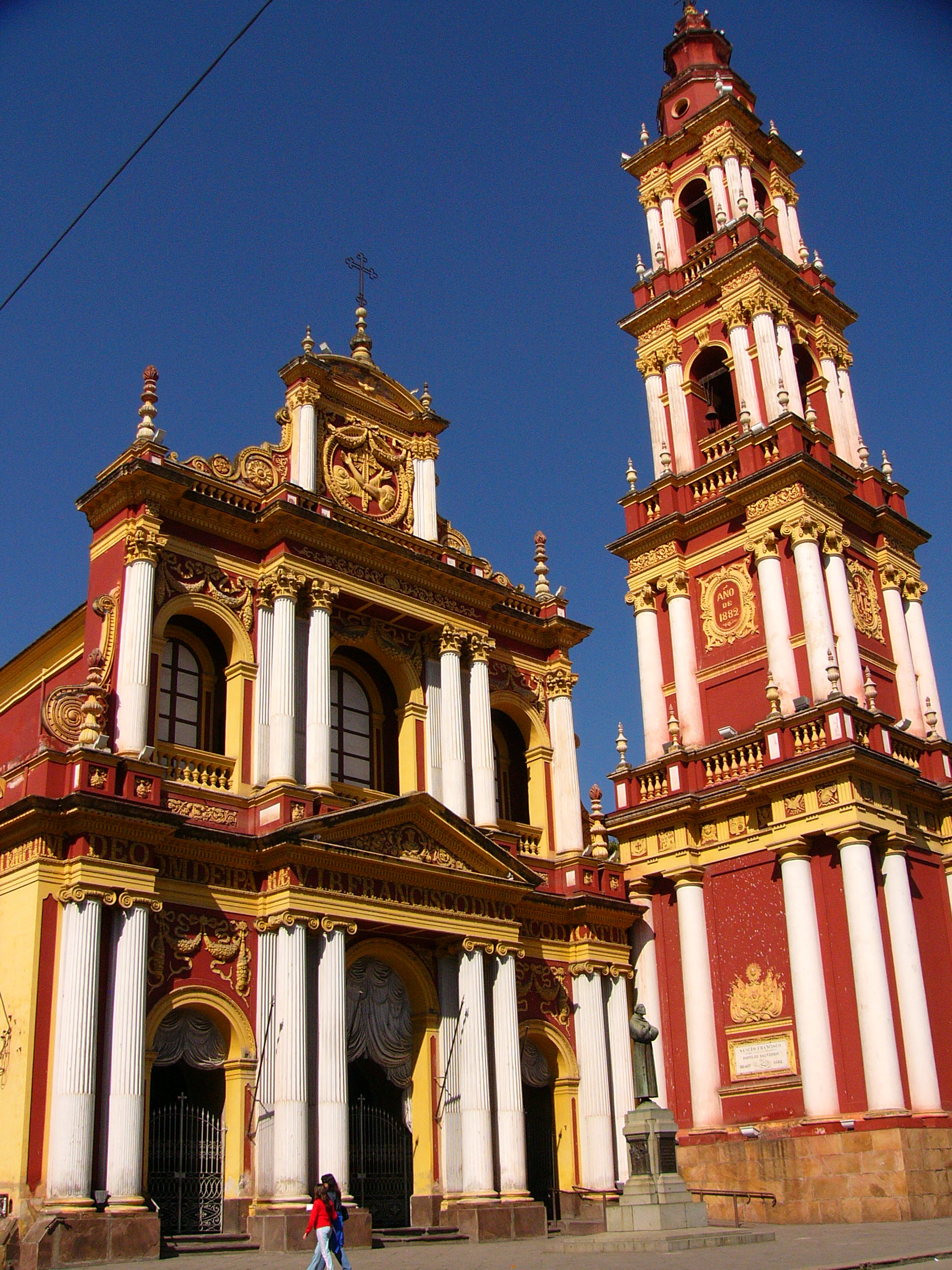
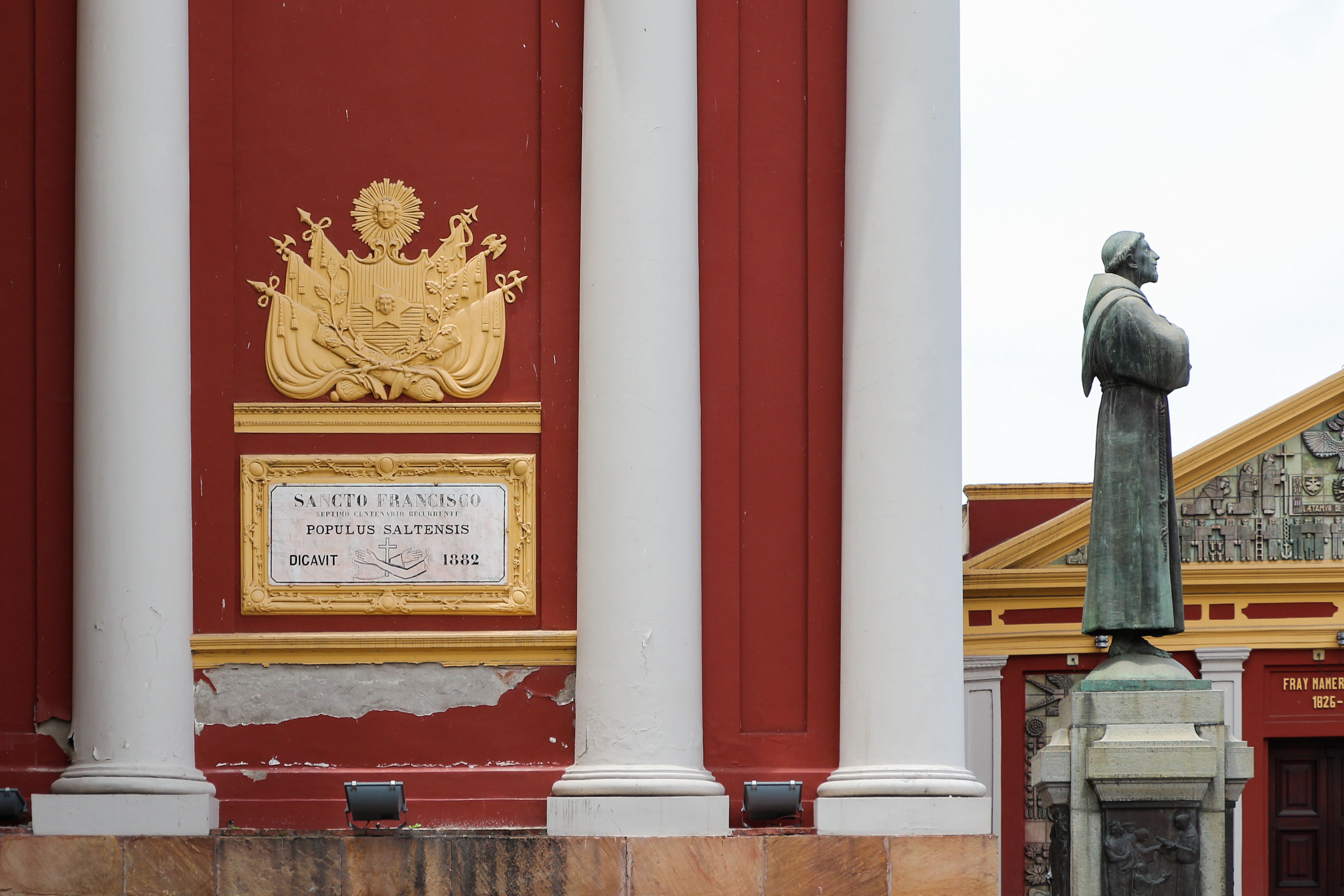
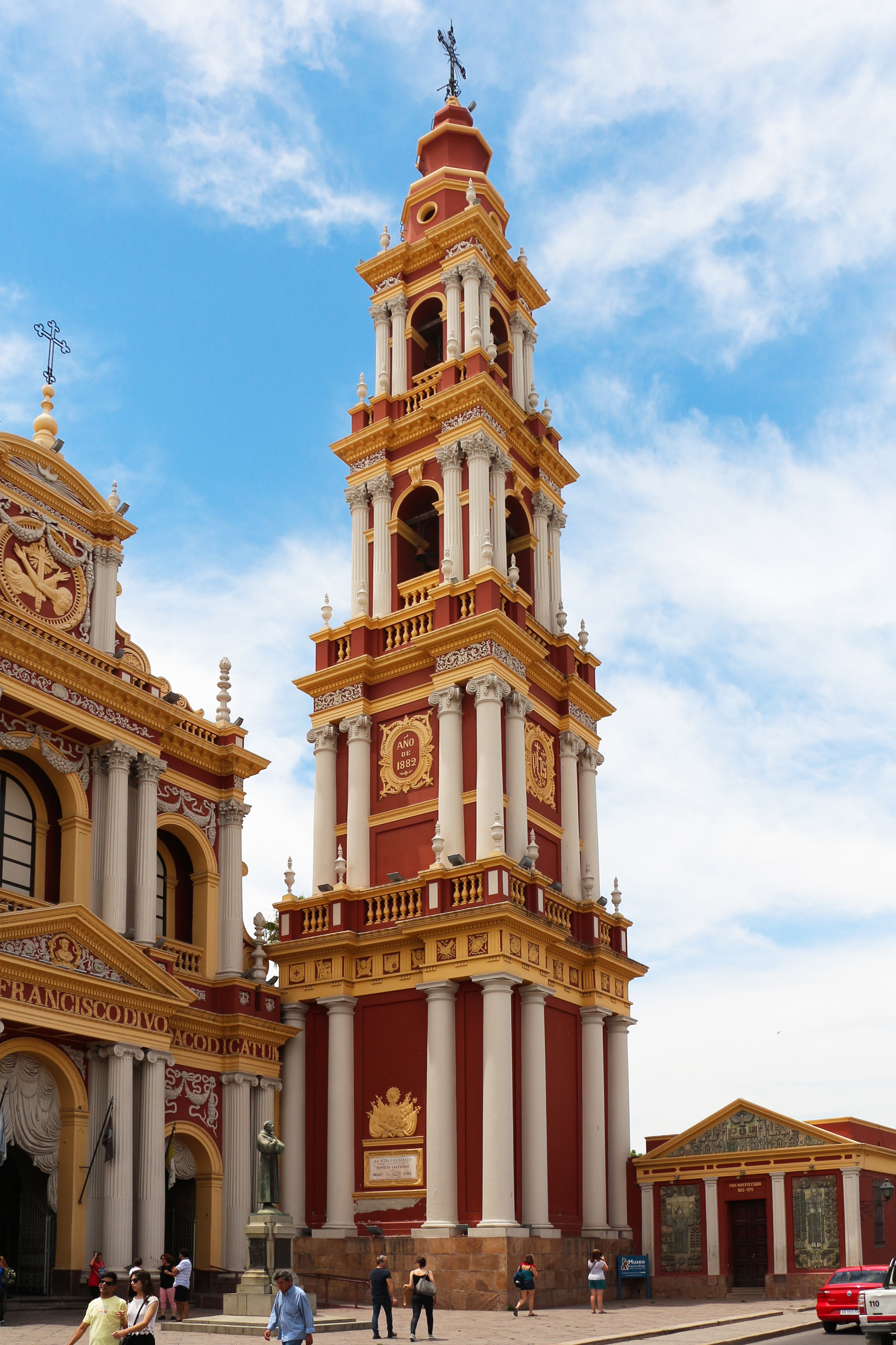
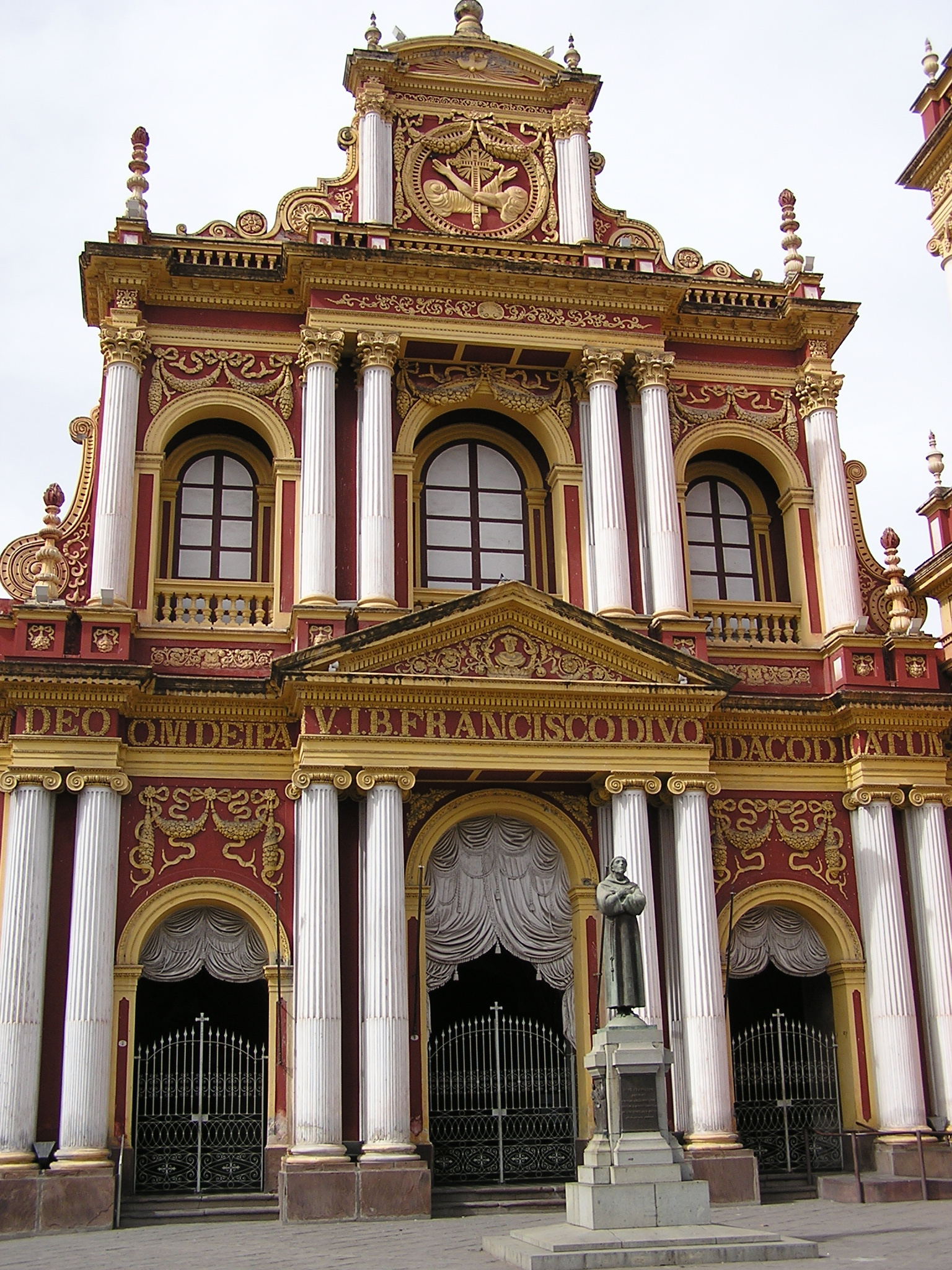
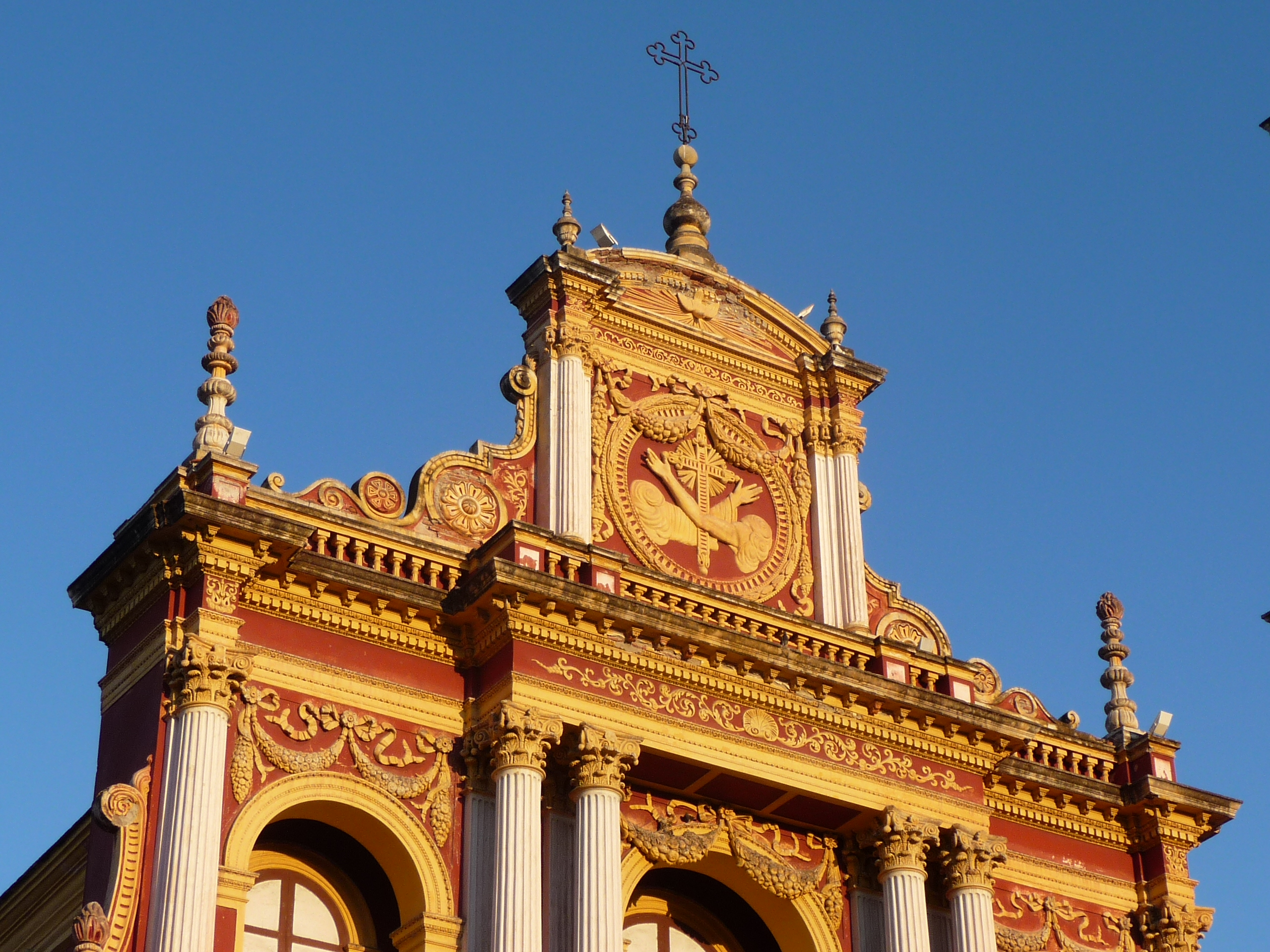
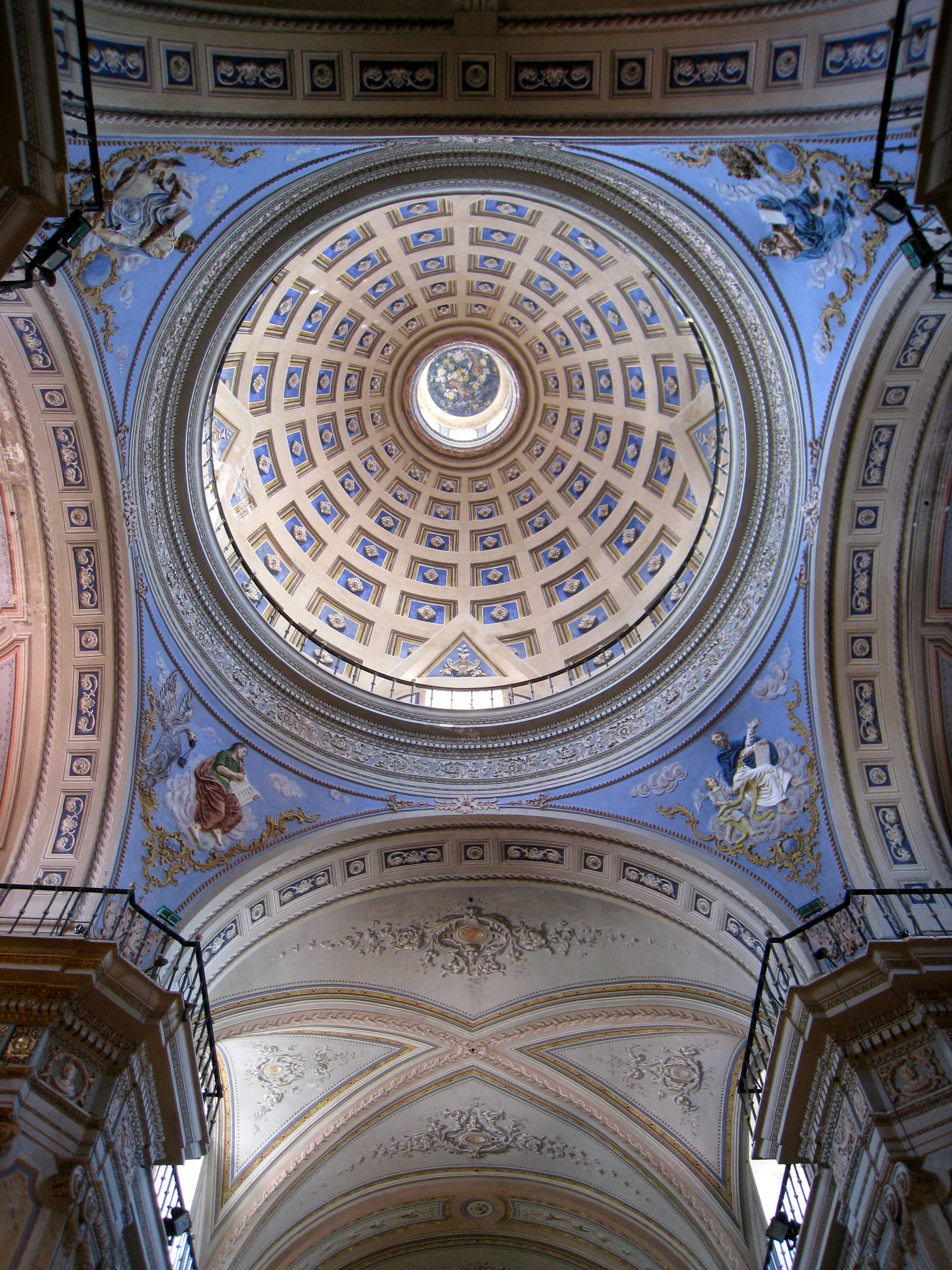
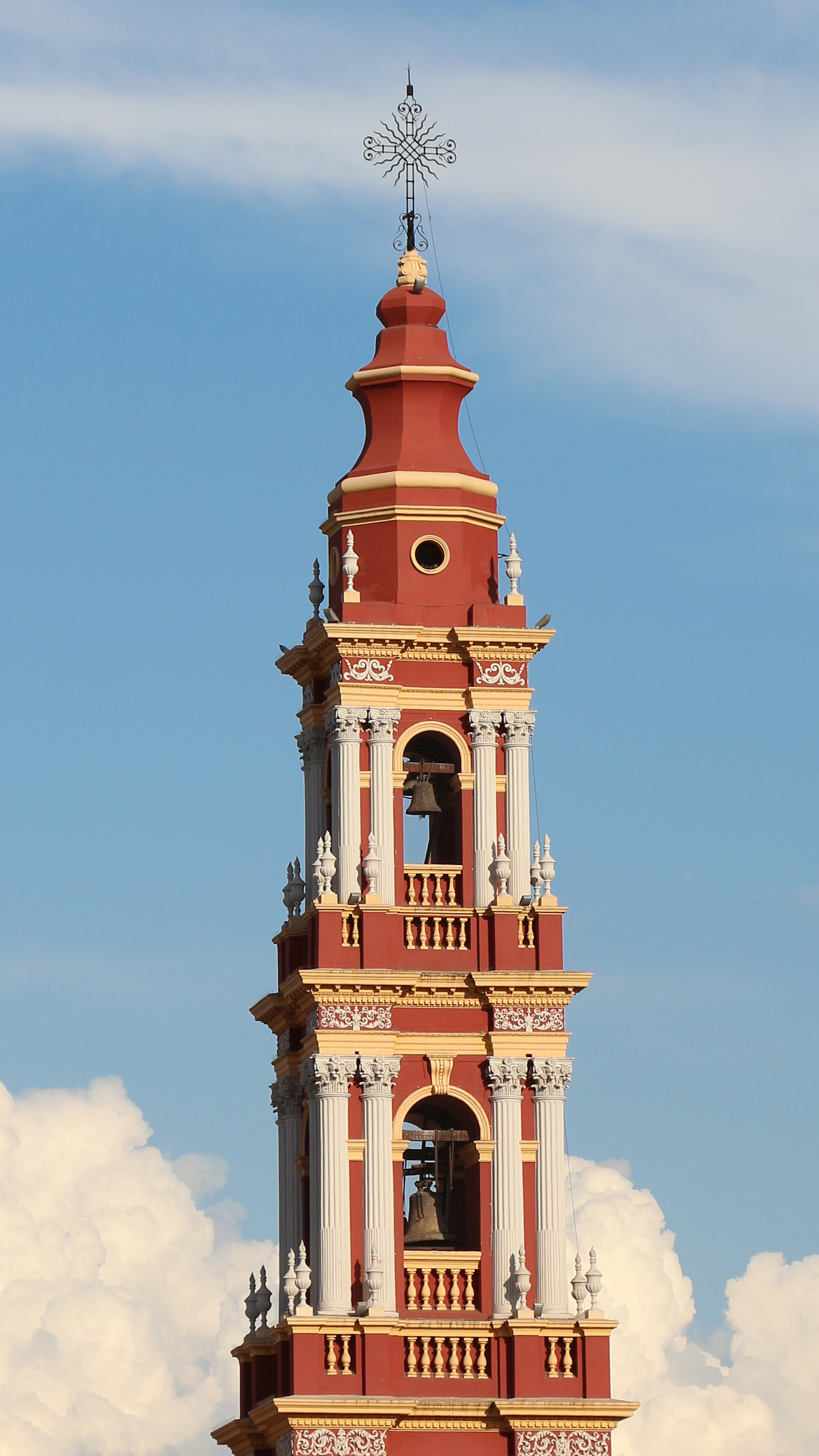
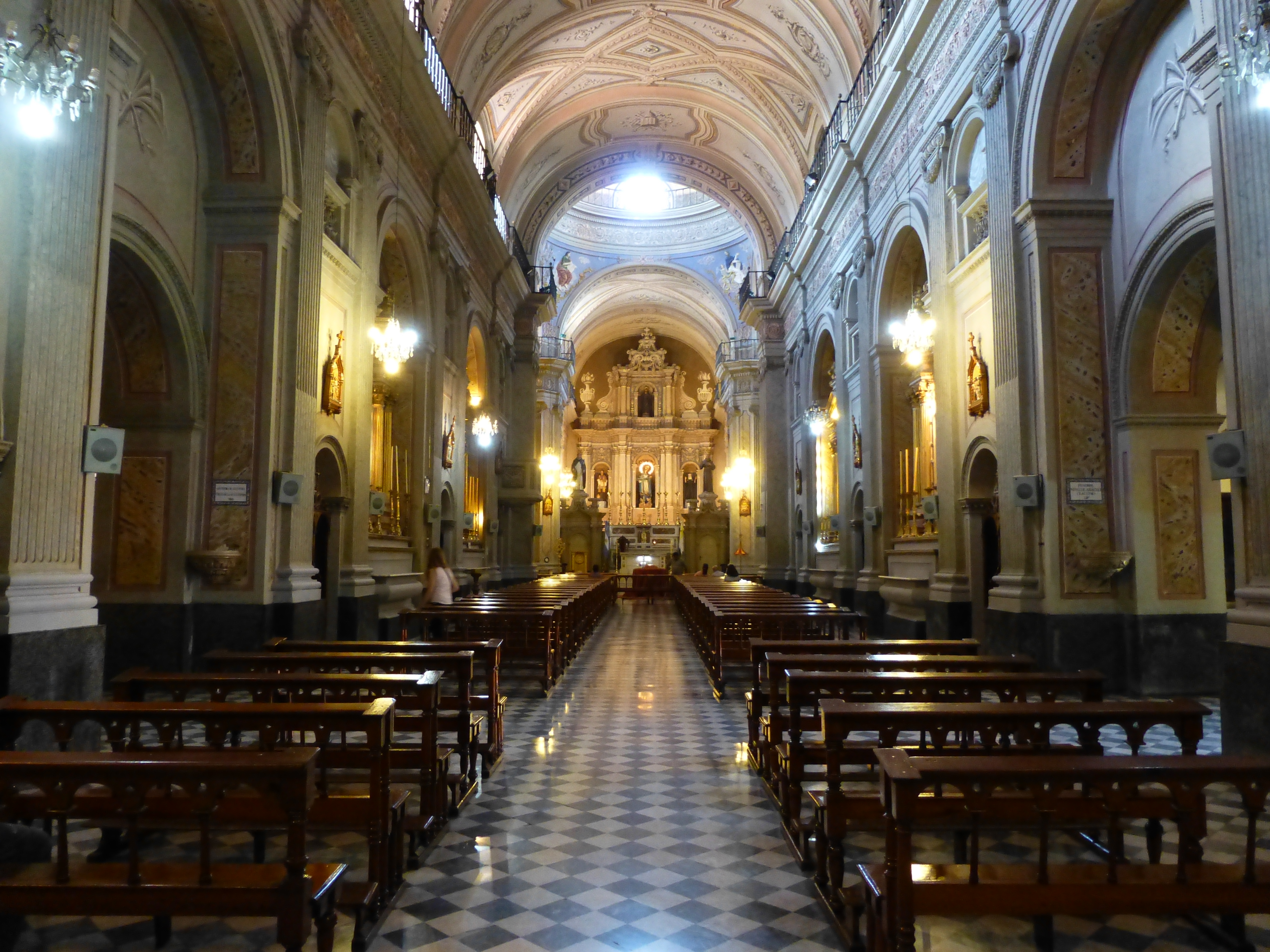
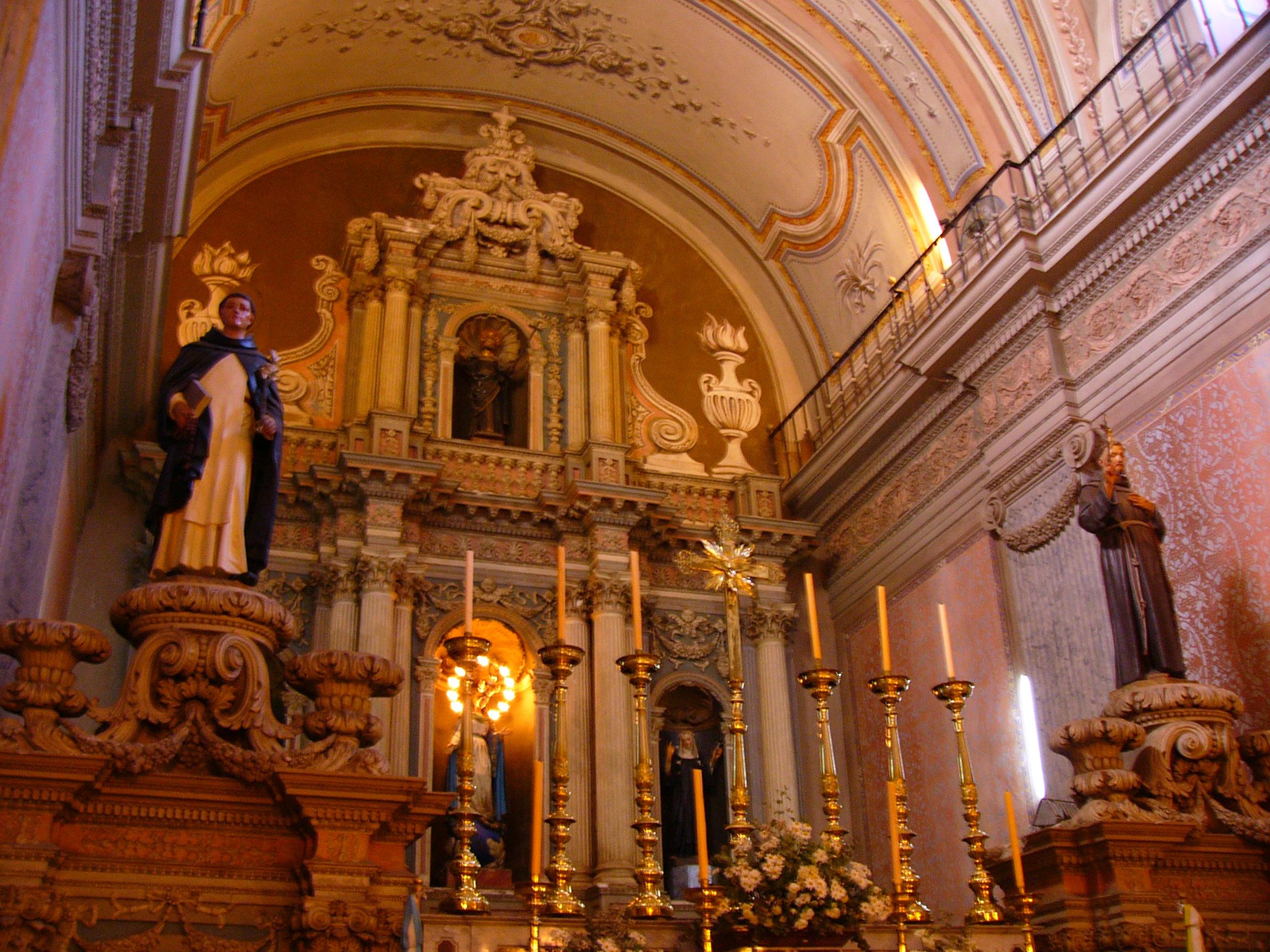
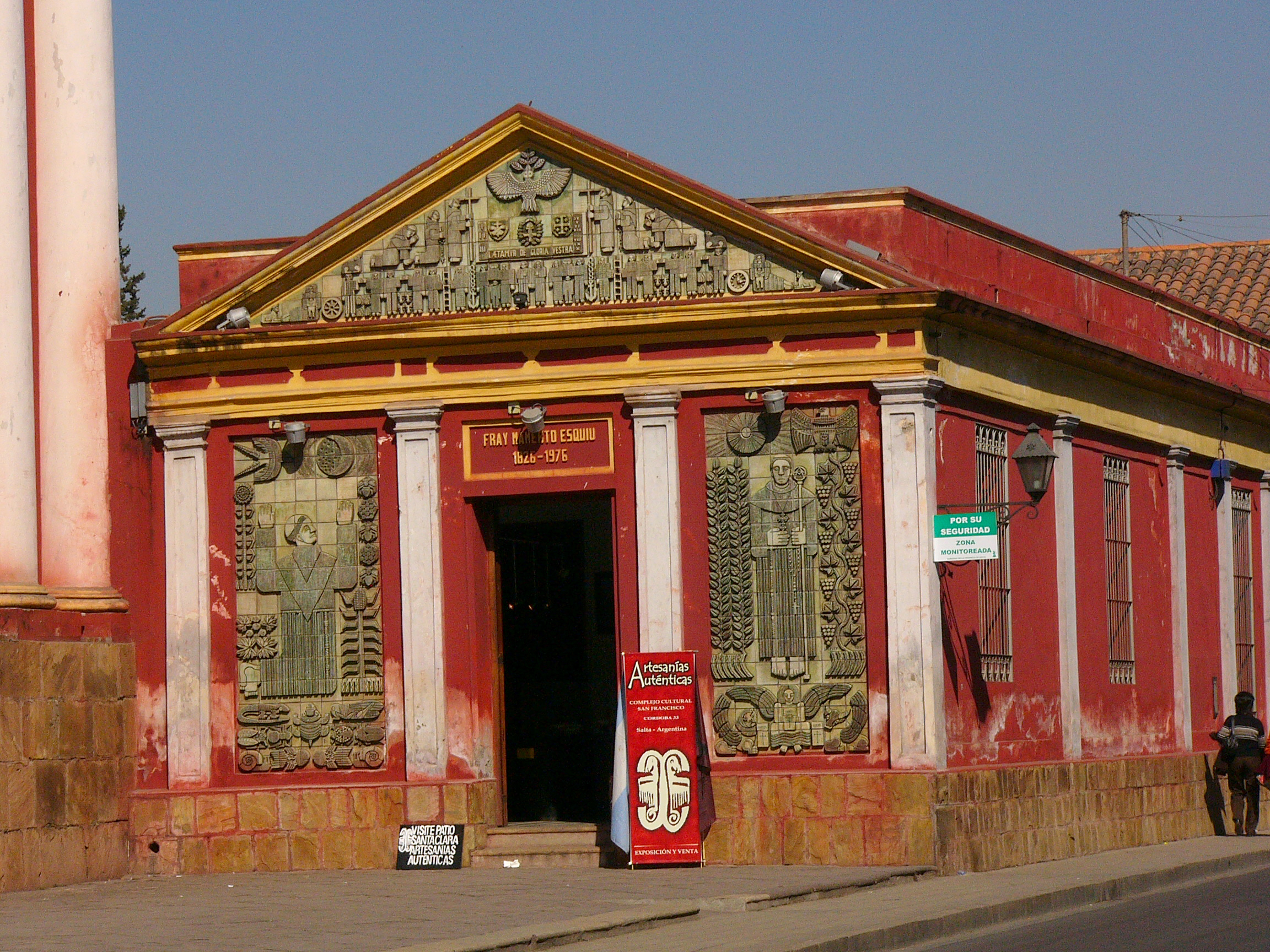